# Liste d'ingrédients de la cuisine thaïlandaise
Cette page contient des caractères thaïs. En cas de problème, consultez Aide:Unicode ou testez votre navigateur.

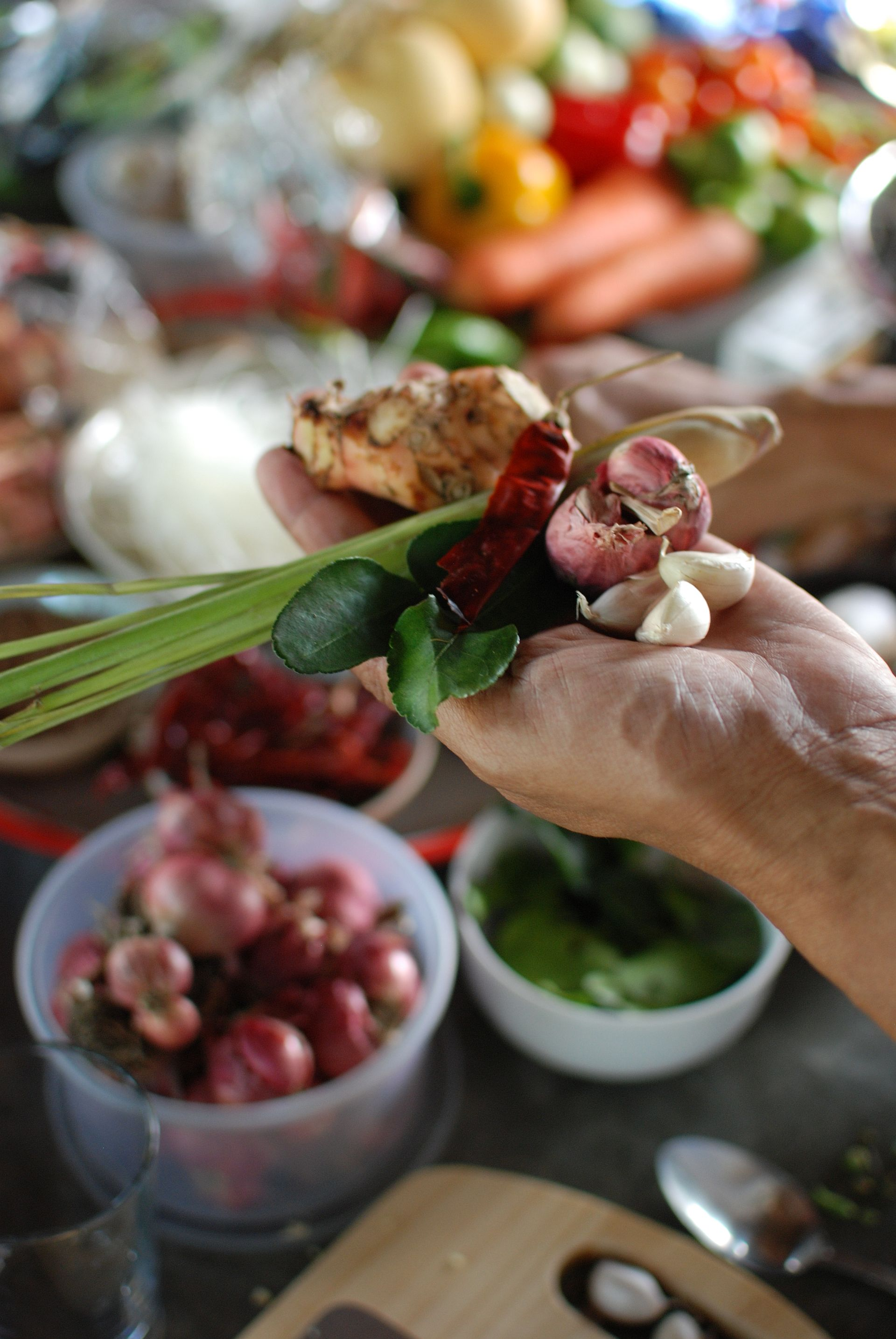
Certains des ingrédients pour le curry rouge thaï : la citronnelle, le galanga, les feuilles de kaffir, échalotes, ail, piments rouges séchés.

La cuisine thaïlandaise, bien que semblable en certains points avec celle de ses voisins chinois, indiens et birmans, se démarque par des saveurs et ingrédients originaux : curry, menthe, citronnelle, coriandre, basilic rouge, galanga, les feuilles de kaffir.
Pimentée à l'excès pour le palais occidental et presque toujours accompagnée de nuoc mam (nam pla), elle rencontre un succès international croissant.
Voici donc une liste des ingrédients utilisés en cuisine thaïlandaise.

## Herbes et épices

### Herbes et épices fraîches
| Image | Nom thaï                        | Écriture thaïe | Nom français                                                                      | Description et utilisation |
| ----- | ------------------------------- | -------------- | --------------------------------------------------------------------------------- | --- |
|       | Bai makrut                      | ใบมะกรูด        | Feuilles de combava ou feuilles de kaffir                                         | Les feuilles de combava sont largement utilisées dans les soupes (tom yam ou tom kha par exemple) et les currys thaïlandais épicés, soit cuites entières, avec le plat. Elles sont aussi employées crues, finement coupées, broyées, ou pilées au mortier et ajoutées avant de servir. On fait frire les feuilles, pour utiliser l’huile ainsi parfumée, mais surtout pour émietter les feuilles devenues croustillantes sur des plats juste avant le service, ou pour parfumer des mélanges apéritifs (cacahuètes, cajou…). |
|       | Tai                             | ไธม์            | Thym                                                                              | Les feuilles séchées sont utilisées en décoction, dans les currys et en marinades pour viandes et poissons ou dans des soupes. |
|       | Bai huu suear                   | ใบหูเสือ         | Plectranthus amboinicus ou gros thym                                              | Les feuilles fraiches ont une saveur et des propriétés médicinales très proches du thym, appartenant également à la famille des Lamiacées. Elles sont utilisées en décoction, en friture façon tempura, dans les currys et en marinades pour viandes et poissons ou dans des soupes. Amboinicus est une référence à l'ile Ambon, de l'archipel des Moluques en Indonésie. |
|       | Shi so, nga-mon, ou nga-khi-mon | ชิโซะ           | Shiso ou Perilla frutescens                                                       | Le shiso est couramment utilisé en Asie comme légume vert (salade), condiment et aromate. On peut trouver des feuilles vertes (var. crispa forma viridis), et pourpres (var. crispa forma purpurea ou purpurascens) qui sont aussi utilisées comme colorant alimentaire. |
|       | Bai krawan (bai grawan)         | ใบกระวาน       | Laurus nobilis ou laurier-sauce                                                   | Les feuilles séchées sont utilisées dans les currys secs, ainsi que dans les soupes. |
|       | Creua tot ma                    | เคริอตดหมา      | Paederia linearis Hook                                                            | Plante à la tige tortueuse dont le nom signifie « pue le pet de chien ». Cette plante est connue pour sa forte odeur de soufre émise lorsque les feuilles ou les tiges sont écrasées, dues à sa teneur en diméthyldisulfure, comme la Pædérie fétide (Paederia foetida), de la même famille. Les feuilles sont séchées et utilisées comme herbes aromatiques pour parfumer par exemple les galettes de riz gluant, khao jiap (ข้าวเกรียบ). |
|       | Fa thalay jawn                  | ฟ้าทะลายโจร     | Andrographis paniculata, chirette verte, ou roi des amers, pour traiter la fièvre | Les feuilles très amères sont utilisées crues, en décoction ou en teinture à l’alcool de riz pour traiter la fièvre et les maux de gorge. |
|       | Koowee chai                     | กุยฉ่าย          | Ciboule de Chine ou ciboulette chinoise (韭菜 ; pinyin : jiǔcài)                  | Les feuilles tendres ayant un léger goût d'ail peuvent servir, finement ciselées, à aromatiser les crudités, salades, omelettes, etc. Les fleurs peuvent aussi être utilisées aux mêmes fins. On consomme surtout les tiges sautées au wok, en particulier avec le pad thai. |
|       | Bai toei                        | ใบเตย          | Pandan ou lá dứa (vietnamien) ou pandanus nain                                    | Cette feuille grasse odorante est utilisée pour aromatiser différentes préparations sucrées (jus filtré de feuilles mixées, crèmes desserts, gâteaux). Il est également utilisé dans le plat bien connu kai ho bai toei, poulet frit enveloppé dans des feuilles de pandanus, ainsi que pour farcir le poisson au barbecue. Le jus filtré de feuilles mixées est utilisé comme colorant alimentaire. |
|       | Bai horapha                     | โหระพา         | Basilic thaï (Ocimum basilicum var. thyrsiflora)                                  | Une variété de basilic à la saveur très épicée proche de celle de l'estragon ou de l'anis. Il est utilisé dans des plats en sauce, dans de nombreux currys, tels que le curry rouge et le curry vert et souvent aussi servi séparément cru. |
|       | Bai kraphao                     | กะเพรา         | Ocimum tenuiflorum ou basilic sacré                                               | Ce basilic légèrement anisé a un parfum distinctif de clou de girofle et des pointes des feuilles rougeâtres. Il est utilisé, par exemple, dans le célèbre kraphao mu, porc haché sauté avec du basilic. |
|       | bai maeng lak                   | แมงลัก (th)     | Basilic citron (Ocimum citriodorum)                                               | Les graines fraiches et les feuilles sont utilisées hachées ou pilées dans certains currys. Les graines sèches ressemblent à des œufs de grenouille et donnent une texture remarquable lorsqu'elles sont trempées dans l'eau ou toute autre boisson ; sous cette forme, elles sont utilisés dans des desserts sucrés. |
|       | Kha                             | ข่า             | Galanga ou gingembre thaï                                                         | Le parfum et la saveur de la racine de galanga sont caractéristiques de nombreux currys et soupes épicées thaïlandais. On utilise aussi les bas de tiges jeunes comme légume sauté ou blanchi. |
|       | Kha min                         | ขมิ้น            | Curcuma                                                                           | Cette racine de couleur jaune-orangé est souvent utilisée dans les plats musulmans de Thaïlande du Sud et pour les currys du nord de la Thaïlande. |
|       | Khing                           | ขิง             | Gingembre                                                                         | Servi aussi bien cru (râpé ou en dés) avec des plats tels que miang kham et khanom menton sao nam, dans certaines sauces pimentées, ou dans les plats sautés d'origine chinoise. |
|       | Krachai                         | กระชาย         | Boesenbergia rotunda ou curcuma rond (confondu parfois avec le petit galanga)     | Ce rhizome très savoureux a un parfum légèrement médicinal et est utilisé comme condiment, ainsi que dans certains plats de poisson et currys. La poudre de rhizome s'utilise en cas de dysenterie. |
|       | Krathiam                        | กระเทียม        | Ail                                                                               | Utilisé cuit ou frit, l'ail est également largement utilisé cru dans de nombreuses sauces et vinaigrettes. Il est également servi cru et haché plus ou moins grossièrement avec plusieurs plats thaïlandais, tels que khao kha mu (potée de jarret de porc à la badiane et à la cannelle servie avec du riz) ou comme l'un des ingrédients pour les plats, tels que le miang kham. |
|       | Phak chi                        | ผักชี            | Coriandre                                                                         | Les feuilles sont souvent utilisées crues comme garniture sur de nombreux plats thaïlandais. Elles parfument également des soupes, telles la fameuse tom yam. Les tiges (kan pak chi) et les racines (rak pak chi) fraiches sont des ingrédients bien distinctement nommés, qui, comme les graines sèches (met pak chi) pilées au mortier, entrent dans la composition de nombreux currys et condiments de base. Les graines sèches entrent également dans la composition de nombreuses marinades, après avoir été moulues, généralement après torréfaction ; associées à des baies de poivre, elles entrent dans l'élaboration des bases de poudres ou pâtes de curry. |
|       | Rak phak chi                    | รากผักชี         | Racines de coriandre                                                              | Les racines (rak pak chi) fraiches sont pilées au mortier et entrent dans la composition de nombreux currys et condiments de base. On les retrouve également dans certaines soupes comme tom yam koong. |
|       | Kan phak chi                    |                | Branches de coriandre                                                             | Les branches (rak pak chi) fraiches sont pilées au mortier et entrent dans la composition de nombreux currys et condiments de base. On les retrouve également dans certaines soupes comme la tom yam koong ; on les retrouve également dans de nombreuses salades pour leur texture et leur croquant. |
|       | Phak chi farang                 | ผักชีฝรั่ง         | Eryngium foetidum, coriandre longue, zeb à fé(Antilles), ou panicaut fétide       | Une herbe que l’on voit souvent dans les soupes et les currys épicés du nord. Son nom signifie littéralement « coriandre européenne », peut-être parce qu'elle a été apportée des Caraïbes en Thaïlande par les Européens. Elle est en fait originaire d'Amérique tropicale, elle reste employée en Amérique centrale pour ses vertus médicinales. Aux Antilles françaises, on la nomme « herbe à fer ». |
|       | Phak chi lao                    | ผักชีลาว         | Aneth                                                                             | L'aneth frais est principalement utilisé dans certaines soupes et les currys du nord-est de la Thaïlande qui ne contiennent pas de lait de coco. Il signifie littéralement « la coriandre du Laos » en thaï. |
|       | Phak pheo                       | ผักแพว          | Polygonum odoratum, Persicaria odorata, renouée odorante ou menthe vietnamienne   | La menthe vietnamienne est utilisée avec parcimonie dans la cuisine thaïlandaise. Elle est indispensable de lap l, un plat thaï du nord, à base de viande hachée crue de porc, de bœuf ou de buffle, avec le sang, des épices, des herbes et des feuilles. |
|       | Phrik chi fa                    | พริกชี้ฟ้า         |                                                                                   | Capsicum annuum var. acuminatum est une variété de piment de taille moyenne et moins brulante que le phrik khi nu. Il est souvent sauté au dernier moment dans des plats et des currys frits comme une sorte de « légume ». On le trouve de différentes couleurs : rouge, jaune ou vert. |
|       | Phrik khi nu                    | พริกขี้หนู         | Piment thaï                                                                       | Ce petit piment est l'un des plus épicés et largement utilisés dans la cuisine thaïe. Le nom thaïlandais se traduit littéralement par « piment crotte de souris ». |
|       | Phrik khi nu suan               | พริกขี้หนูสวน      |                                                                                   | Cette variété de piment phrik khi nu est encore plus petite et encore plus forte. |
|       | Phrik thai on                   | พริกไทยอ่อน      | Poivre vert                                                                       | La cuisine thaïlandaise utilise souvent les baies vertes de poivre fraiches dans les plats sautés et dans certains currys. |
|       | Phrik yuak                      | พริกหยวก        |                                                                                   | Très gros piments doux vert pâle, sautés ou farcis avec du porc et frits. |
|       | Saranae                         | สะระแหน่        | Menthe verte (Mentha spicata)                                                     | Utilisée dans de nombreux salades fraîches thaïlandaises, salées ou sucrées (yam phon la mai : salade de fruits) et parfois comme un moyen de supprimer le goût de vase de certains poissons cuits à la vapeur. |
|       | Tak rai                         | ตะไคร้          | Citronnelle                                                                       | Largement utilisée dans de nombreux plats thaïlandais tels que les currys (bas de tiges pilées au mortier), les soupes (bas de tiges et feuilles en morceaux), les infusions consommées chaudes ou glacées. On émince également très finement la partie blanche des bas de tiges débarrassée des couches extérieures les plus dures, les petites tranches croquantes sont utilisées avec des viandes hachées sautées, dans des marinades, ou crue dans des salades salées (yam thakhrai, où les fines tranches sont l’ingrédient principal) ou sucrées (yam phon la mai : salade de fruits).                                                                            |

### Herbes et épices séchées
| Image                  | Nom thaï                                   | Écriture thaïe     | Nom français                        | Description et utilisation |
| ---------------------- | ------------------------------------------ | ------------------ | ----------------------------------- | --- |
|                        | Dipli                                      | ดีปลี                | Poivre long                         | Sa saveur est plus chaude, légèrement sucrée et moins forte que le poivre noir ; ce poivre possède certaines ressemblances gustatives avec la cannelle. Le poivre long est utilisé dans de nombreux plats thaïlandais du nord, en particulier dans les lap, hachis de poissons ou de viandes crus ou cuits, très parfumés et souvent très épicés. |
|                        | Kanphlu                                    | กานพลู              | Clou de girofle                     | Utilisé avec certaines viandes, en particulier dans les préparations du type massaman curry. |
|                        | Luk chanthet                               | ลูกจันทน์เทศ          | Noix de muscade                     | Utilisée dans certains curry d’influence indonésienne, en particulier dans les préparations du type massaman curry. |
|                        | Makhwaen                                   | มะแขว่น             | Zanthoxylum limonella ou limoncello | De la même famille que le poivre du Sichuan (Zanthoxylum piperitum), ces graines sont utilisées le plus souvent dans la cuisine thaïlandaise du nord pour leur saveur épicée. |
|                        | Nga dam ou nga khao (sésame noir ou blanc) | งา                 | Graines de sésame                   | L'huile de la graine de sésame torréfiée est moins utilisée dans la cuisine thaïlandaise que dans la cuisine chinoise. Les graines (sésame noir et blanc) sont utilisées dans certaines salades salées, des lap, ainsi que certains desserts frits, tels que le thong muan (thaï : ทองม้วน). |
|                        | Opchoei                                    | อบเชย              | Cannelle (écorce)                   | Utilisée avec certaines viandes (khao kha mu : potée de jarret de porc), ainsi que dans les préparations du type massaman curry. |
|                        | Po yaka                                    | โป๊ยกั้ก              | Anis étoilé ou badiane chinoise     | Utilisée avec certaines viandes (khao kha mu : potée de jarret de porc), ainsi que comme l'une des épices pour le lap dans le nord de la Thaïlande. |
|                        | Phong kari                                 | ผงกะหรี่             | Curry en poudre                     | Les currys thaïlandais sont presque toujours sous forme de pâtes fraîches et humides. Les currys en poudre sont utilisés presque uniquement dans des préparations d’influence indienne. |
|                        | Phong phalo                                | ผงพะโล้             | Cinq épices                         | Le cinq épices chinois est principalement utilisé dans les plats thaïlandais d’influence chinoise tels que mu phalo, porc cuit dans la sauce de soja (thaï : หมู พะโล้). |
|                        | Phrik lap                                  | พริกลาบ             | Curry lap                           | Un mélange complexe d'épices séchées utilisées dans les lap. Certains des ingrédients utilisés dans ce mélange d'épices sont : graines de coriandre, noix de muscade, clou de girofle, cannelle, anis étoilé, Zanthoxylum limoncello et poivre long. |
|                        | Phrik thai dam                             | พริกไทยดำ           | Poivre noir                         | Le poivre noir est en réalité du poivre vert qui une fois arraché devient noir par un procédé d oxydation naturelle. Il a cependant eu le temps de développer des arômes forts et délicats. |
|                        | Phrik thai (phrik thai khao)               | พริกไทย (พริกไทยขาว) | Poivre blanc                        | Le poivre blanc est en réalité issu de grains de poivre noir séchés auxquels on a retiré l'écorce (péricarpe) afin de n'avoir que le cœur de la graine. Les grains noirs sont lavés, échaudés et passent une nuit dans un bac d’eau claire. La peau qui entoure le noyau est alors très souple et peut facilement être ôtée par brassage mécanique. Les grains dont ensuite lavés plusieurs fois et sont séchés au soleil. Le côté piquant est alors plus marqué que le côté aromatique, et relève les salades et les fruits de mer.                                            |
| grains de poivre rouge | Phrik thai daeng                           | พริกไทยแดง          | Poivre rouge                        | Le poivre auquel on a laissé le temps de prendre en maturité lorsque les conditions d'ensoleillement le permettent en fin de saison sèche (mars avril), prend une couleur jaune puis rouge. Ces grains rouges sont très fragiles et nécessitent un traitement minutieux, faisant du poivre rouge un ingrédient beaucoup plus rare, et plus cher. Les arômes du poivre rouge aux notes de caramel, vanille et miel, sont plus riches et plus complexe que le poivre noir, et amènent des saveurs qui se marient par exemple au bœuf ou au canard, ou encore à certains desserts. |
|                        | Thian khao plueak                          | เทียนข้าวเปลือก       | Graines de fenouil                  | Ces graines sont le plus souvent utilisées pour épicer le lap, dans le nord de la Thaïlande. |

## Les aliments/condiments de base
| Image | Nom thaï                        | Écriture thaïe      | Nom français                             | Description et utilisation |
| ----- | ------------------------------- | ------------------- | ---------------------------------------- | --- |
|       | Kluea (gluea)                   | เกลือ                | Sel                                      | Kluea samut, เกลือสมุทร, sel de mer ; kluea thale (gluea talay), เกลือทะเล, phong kluea, ผงเกลือ, sel fin. |
|       | Phrik kap kluea, prik gap gluea | พริกกับเกลือ           | Sel, piment, sucre                       | Il est courant que ce genre de mélange sec soit proposé avec des fruits coupés par des vendeurs ambulants. |
|       | Phong chu rot                   | ผงชูรส               | Glutamate                                | |
|       | Nam tan                         | น้ำตาล               | Sucre                                    | |
|       | Nam man tua                     | น้ำมันถั่ว              | Huile d'arachide                         | |
|       | Nam man ngah (nam muen ngah)    | น้ำมันงา              | Huile de sésame                          | |
|       | Nam man puet                    | น้ำมันพืช              | Huile végétale                           | พืช (puet) signifie « végétation » ou « plante ». |
|       | Nam manao                       | น้ำมะนาว             | Jus de citron                            | Le jus de citron vert est considéré comme un aliment et condiment de base dans la cuisine thaïlandaise. Il participe à l’assaisonnement de nombreuses recettes, et de petits quartiers agrémentent de nombreux plats pour l’assaisonnement au dernier moment, ou selon le gout de chacun. |
|       | Nam som                         | น้ำส้ม                | Jus d'orange                             | Se dit aussi pour le jus d’autres agrumes. |
|       | Nam som ma kham                 | น้ำส้มมะขาม           | Jus de tamarin                           | Utilisé en tant que tel pour sa saveur particulière, quand les citrons viennent à manquer, le jus acidulé de tamarin vient le remplacer. On fait torréfier les graines de tamarin et on s’en sert comme un succédané de café. Certaines variétés de tamarin mûr sont suffisamment sucrées pour être consommées crues pour les amateurs de mets acidulés. Les effets purgatifs du tamarin sont redoutables chez les personnes sensibles. |
|       | Nam som sai chu                 | น้ำส้มสายชู            | Vinaigre                                 | |
|       | Nam phrik                       | น้ำพริก               | Sauce pimentée                           | Nam phrik est un terme générique qui peut se référer à des sauces piquantes plus ou moins visqueuses, épicées, à base de piments, typiques de la cuisine thaïlandaise. Les ingrédients de base pour nam phrik sont : piments frais, grillés ou secs, ail, échalotes, jus de citron ou d’agrume ou de tamarin ou vinaigre, nam pla, pâte de poisson ou pâte de crevettes. |
|       | Nam phrik kapi                  | น้ำพริกกะปิ            | Sauce pimentée à la pâte de crevette     | kapi signifie pâte de crevettes fermentées, c'est l'une des variétés les plus répandues, typique du centre de la Thaïlande, souvent servie avec du poisson frit, pla thu, et des légumes. |
|       | Nam phrik kha                   | (thaï : น้ำพริกข่า)    | Sauce pimentée au galanga                | Cette spécialité du nord de la Thaïlande est souvent servie comme trempette pour les champignons cuits à la vapeur. |
|       | Nam phrik maeng da              | (thaï : น้ำพริกแมงดา) | Sauce pimentée au cafard maeng da        | Elle est préparée à partir de maeng da (Lethocerus indicus, une sorte de cafard d’eau géant) grillé et pilé au mortier, prisé pour sa saveur puissante et unique. |
|       | Kapi                            | กะปิ                 | Pâte de crevettes thaïe                  | Fabriquée par fermentation de crevettes hachées, salées et séchées au soleil. Le produit cru, d'odeur forte, est rarement consommée tel quel, et le plus souvent cuit préalablement. C'est un ingrédient essentiel de nombreux currys et sauces pour tremper le poisson ou les légumes comme nam phrik kapi (thaï : น้ำพริก กะปิ). |
|       | Khrueang kaeng                  | เครื่องแกง            | Curry thaï                               | Curry est un terme générique employé principalement dans la culture orientale pour désigner une grande variété de préparations épicées servant à aromatiser principalement la cuisine d'origine ou d'inspiration indienne mais aussi la cuisine thaïlandaise et d'autres du Sud-Est asiatique et de l'océan Indien. Ces mélanges se trouvent sous forme de poudre ou de pâte. Selon leurs compositions, ils peuvent être très doux ou très forts (pimentés), mais ils sont généralement très parfumés. Les plats obtenus en utilisant ces mélanges d'épices portent également le nom de curry. Khrueang kaeng signifie littéralement « ingrédients du curry » ; le curry thaï est souvent préparé à la maison ou acheté fraîchement préparé sur les marchés en Thaïlande ou pré-emballés pour les marchés d'exportation. Les ingrédients majeurs du khrueang kaeng thaï sont la pâte de crevettes, le piment, l'échalote, l'ail, la citronnelle, le galanga et la racine de Coriandre. Les pâtes de curry préparées les plus courantes sont : vertes, rouges, massaman, panaeng. Elles peuvent également être appelées nam phrik en Thaïlande, bien que cela se réfère généralement à des pâtes de piment qui sont consommées dans le cadre d'un repas. |
|       | Nam man hoi                     | น้ำมันหอย             | Sauce d'huître                           | La sauce d'huîtres est d'origine chinoise. Elle est largement utilisée comme base ou liant de sauces. Son goût subtil à la fois sucré et salé parfume un grand nombre de mets : viandes, volailles, poissons, fruits de mer, légumes, nouilles et riz sautés. |
|       | Nam pla                         | น้ำปลา               | Nuoc-mâm                                 | Le nuoc-mâm est le terme vietnamien consacré par l’usage ; la sauce de poisson thaïlandaise est une sauce de poisson très aromatique et forte qui peut être fabriquée à partir de différents types de poissons et fruits de mer. La sauce de poisson est un ingrédient de base qui confère un caractère unique à la cuisine thaïlandaise. |
|       | Pla ra                          | ปลาร้า               | Pâte de poisson                          | C’est aussi une sauce à base de poisson fermenté. Contrairement à nam pla qui est un liquide clair, pla ra est opaque et contient encore des morceaux de poisson. Nam pla est souvent très pimentée et est couramment ajoutée à un certain nombre de préparations de l’Isan, le nord-est thaïlandais, telles que l’emblématique som tam et certains types de nam phrik, ainsi que d'autres plats, pour la plupart originaires de la région Isan de la Thaïlande. |
|       | Nam chim ou nam jim             | น้ำจิ้ม                | mot thaï désignant une sauce de type dip | Nom générique d'un grand nombre de sauces dans la cuisine thaïlandaise, parmi lesquelles nombreuses sont celles qui sont une combinaison de goûts salés, sucrés, épicés et aigres. Les ingrédients principaux de cette sauce sont l'ail, la sauce poisson (nam pla), le sucre, le jus de citron vert et le piment thaï. Des variantes de cette sauce sont aussi utilisées comme ingrédients pour beaucoup de plats. La plupart des ingrédients d'une sauce nam chim sont émincés finement ou broyés au pilon ou, de façon moins traditionnelle, passés au mixeur. |
|       | Nam chim kai                    | น้ำจิ้มไก่              | Nam chim pour poulet                     | une sauce à base de piments ayant la consistance d'un sirop épais, moyennement épicée et plutôt douce, souvent appelée sweet thai chili sauce en anglais. Si elle est souvent utilisée avec le poulet grillé (kai signifiant « poulet »), elle peut aussi être utilisée avec d'autres plats. Sa recette est la base de quelques autres types de sauce nam chim, comme la nam chim thot man pla (sauce pour gâteau frit de poisson). |
|       | nam chim chaeo                  | น้ำจิ้มแจ่ว             | Nam chim pour barbecue                   | à base de riz gluant séché et grillé ; cette sauce est souvent utilisée avec du porc grillé (mu yang/mu ping) ou du poulet grillé (kai yang). |
|       | ''nam chim sate                 | น้ำจิ้มสะเต๊ะ           | à base d'arachide                        | la version thaï de la sauce saté, est consommée avec du satay thaï.ents d'une sauce nam chim sont émincés finement ou broyés au pilon ou, de façon moins traditionnelle, passés au mixeur. |
|       | nam chim taengkwa ou achat      | อาจาด               | achards de légumes marinés               | la version thaï des achards indonésiens ou malais (acar timun). Cette variante comprend des concombres, de la ciboule et du piment finement émincés et marinés dans du vinaigre. Souvent servi avec le nam chim sate, comme sauce dip pour le satay. |
|       | Si-io                           | ซีอิ้วดำ               | Sauce de soja                            | On trouve en Thaïlande principalement deux variétés: si-io dam (ซีอิ้วดำ), sauce de soja noire, plus concentrée, et si-io khao (ซีอิ้วขาว), sauce de soja plus légère. |
|       | Taochiao                        | เต้าเจี้ยว             | Pâte de soja jaune                       | Connue aussi au Japon, nattō (なっとう ou 納豆), en Indonésie, tauco, et en Chine (doujiang ou doenjang). La pâte de soja jaune a un goût sucré-salé obtenu par fermentation avec Bacillus subtilis. On utilise les grains de soja très parfumés et texturés, par exemple, dans le plat phak bung fai daeng (épinards sautés). |

## Légumes
| Image | Nom thaï               | Écriture thaïe | Nom français                                                   | Description et utilisation |
| ----- | ---------------------- | -------------- | -------------------------------------------------------------- | --- |
|       | Bai po                 | ใบปอ           | Corète potagère Corchorus olitorius (jute)                     | Les graines sont utilisées comme un condiment, et une tisane est faite à partir des feuilles. Les feuilles séchées sont blanchies, la corète a alors une texture mucilagineuse, semblable au gombo. Les feuilles blanchies sont consommées comme un plat avec khao tom kui (congee). Le goût ressemble à celui des épinards et de la salicorne. |
|       | Hawm yay               | หอมใหญ่         | Oignon                                                         | |
|       | Hawm daeng             | หอมแดง         | Échalote                                                       | Pilées, on les retrouve dans de nombreux currys. Émincées, elles sont présentes crues dans les salades du type som tam, yam thakrai (ยำตะไคร้) ; on les retrouve aussi beaucoup dans des plats sucrés, crues et émincées dans yam phon la mai (ยำผลไม้), une salade de fruits. On les trouve également rissolées dans le dessert aux blancs d’œuf, khanom mo kaeng (ขนมหม้อแกง). |
|       | Dton hawm              | ต้นหอม          | Oignon vert                                                    | |
|       | Kra tiam               | กระเทียม        | Ail cultivé                                                    | |
|       | Phak gan thun          | ผักก้านตง        | Colubrina asiatica                                             | Signifie « branche bien droite ». Les feuilles se cuisent à la vapeur avec du poisson ou sautées. |
|       | Tham leunk             | ตำลึง           | Coccinia grandis                                               | Les feuilles sont d'abord bouillies puis trempées dans du nam phrik ou sautées. |
|       | Bai yanang             | ใบย่านาง        | Tiliacora triandra (en)                                        | Les feuilles sont utilisées dans la préparation de kaeng no mai som (en) (thaï : แกงหน่อไม้ส้ม), parfois appelé kaeng lao (thaï : แกงลาว). Le jus filtré de feuilles mixées est utilisé comme colorant alimentaire vert dans certaines préparations. |
|       | Buap hom               | บวบหอม         | Courge éponge lisse, Luffa ægyptiaca, syn. Luffa cylindrica    | Sautées, ou utilisées dans des currys et des soupes de type kaeng. |
|       | Buap liam              | บวบเหลี่ยม       | Courge éponge à côte, Luffa acutangula                         | Sautées, ou utilisées dans des currys et des soupes de type kaeng. |
|       | Chaphlu                | ชะพลู           | Piper sarmentosum                                              | Les feuilles sont souvent confondues avec le bétel, mais elles n'en ont pas le goût intense et sont nettement plus petites. Ces feuilles sont le plus souvent utilisées crues pour envelopper les ingrédients du plat thaï, miang kham, avant dégustation. Les feuilles, appelées khae dans le nord de la Thaïlande, sont aussi l'un des ingrédients du curry khae kaeng. |
|       | Fak thong              | ฟักทอง          | Kabocha                                                        | Potirons d'origine japonaise. Ils sont sautés, utilisés dans les currys, soupes, salades et desserts. |
|       | Kalam pli              | กะหล่ำปลี        | Chou cabus                                                     | Dans la cuisine thaïlandaise, le chou est souvent servi cru en accompagnement avec des salades thaïlandaises, telles que som tam ou lap, à la vapeur ou cru avec nam phrik, ou bouilli dans les soupes et les currys. |
|       | Kalam dok              | กะหล่ำดอก       | Chou-fleur                                                     | |
|       | Khanaeng               | แขนง           | Chou de Bruxelles thaï                                         | Les pousses qui surgissent à partir des racines après que le chou cabus principal a été récolté, sont tout simplement appelées khanaeng, qui signifie « germes », ou khanaeng kalam pli, « germes de chou ». Ils ressemblent au chou de Bruxelles et ont un goût similaire. Ils sont souvent consommés sautés avec, par exemple, de la viande de porc. |
|       | Khilek                 | ขี้เหล็ก          | Senna siamea ou casse du Siam                                  | Les feuilles, les gousses et les graines sont comestibles, mais elles doivent être préalablement bouillies et l'eau de cuisson jetée. L'une des préparations les plus connues est kaeng khilek (แกง ขี้เหล็ก). |
|       | Makreua puang          | มะเขือพวง       | Solanum torvum ou aubergine naine                              | Cette aubergine de la taille de petits pois est souvent utilisée dans les currys et est souvent trempée crue dans nam phrik kapi, une sauce nam phrik agrémentée de pâte de crevettes. |
|       | Makreua yao            | มะเขือพ ยาว     | Solanum melongena ou aubergine longue                          | Il en existe plusieurs variétés de couleur et de forme différentes, dont la plus commune est verte, de 25 cm de long et 3 cm de diamètre en moyenne. |
|       | Makreua prao           | มะเขือเปราะ     | Aubergine thaï                                                 | De la taille d'une balle de ping pong, ces aubergines sont utilisées dans les currys ou sautées, mais elles sont également consommées crues avec nam phrik. |
| <     | Makreua thet           | มะเขือเทศ       | Tomate                                                         | Signifie littéralement « aubergine européenne », utilisée dans des salades comme som tam, sautée ou cuite pour donner une sauce pimentée épaisse, nam phrik ong. |
| <     | Phrik yuat (prik yuet) | พริกหยวก        | Poivron vert                                                   | |
| <     | Phrik yuat daeng       | พริกหยวกแดง     | Poivron rouge                                                  | |
| <     | Phrik chi fa           | พริกชี้ฟ้า         | Piment thaï (Capsicum annuum acuminatum)                       | |
| <     | Phrik khi nu           | พริกขี้หนู         | Piment thaï fort                                               | Principal piment trouvé sur les marchés thaïlandais, il est très apprécié pour son goût fruité et épicé (force 50 000-100 000 sur l’échelle de Scoville). Il est utilisé dans les salades et dans les currys thaïlandais. Il peut être mangé cru, par exemple, en accompagnement de khao kha mu (ragoût de jarret de porc servi avec du riz). |
|       | Mara                   | มะระ           | Courge amère, margose ou paroka aux Antilles                   | La petite variété est le plus souvent consommée crue avec nam phrik. La courge amère est souvent cuite dans un bouillon clair avec de la viande de porc hachée (tom chuet mara, thaï : ต้ม จืด มะระ). |
|       | Marum                  | มะรุม           | Moringa                                                        | La plupart des parties de l'arbre sont comestibles : les longues gousses, les feuilles, les fleurs et les racines. Utilisé dans des currys, des sautés, soupes, omelettes, salades et des préparations médicinales. |
|       | No mai                 | หน่อไม้          | Pousses de bambou                                              | Utilisées dans les plats sautés et les currys thaïlandais. |
|       | No mai farang          | หน่อไม้ฝรั่ง       | Asperge verte                                                  | Signifie littéralement « pousse de bambou européenne ». Les asperges vertes sont principalement sautées avec des légumes. |
|       | Phak bung              | ผักบุ้ง           | Morning-glory ou liseron d'eau                                 | La grande variété (phak bung chin) est surtout consommée sautée ou en soupe. La petite variété (phak bonde na) est généralement servie crue avec som tam ou nam phrik. |
|       | Phak chi lom           | ผักชีล้อม         | Œnanthe javanica                                               | L'œnanthe peut être consommée crue, sautée, en soupe ou comme composante d’un curry. |
|       | Phak hongte            | ผักฮ่องเต้        | Bok choy                                                       | Utilisé principalement dans les soupes et les sautés de la communauté thaï-chinoise (9 millions de personnes, soit 14 % de la population thaïlandaise en 2012), ce légume est connu sous plusieurs noms en Thaïlande. Outre ce qui précède, il peut aussi être appelé phak kat hongte (thaï : ผัก กาด ฮ่องเต้), phak kwantung hongte (thaï : ผักกวางตุ้งฮ่องเต้), et phak kwantung Hong Kong (thaï : ผักกวางตุ้งฮ่องกง). Le mot hongte, dérivé du dialecte chinois hokkien, signifie « empereur (de Chine) », et kwantung est le mot thaï pour Guangdong, une province de la Chine. La variété Hong Kong de bok choy est généralement plus grande et plus douce que le bok choy connu sous les autres noms. |
|       | Phak kat khao          | ผักกาดขาว       | Pe-tsaï (Brassica rapa L. subsp. chinensis)                    | Littéralement « chou blanc », il est souvent consommé dans les soupes et les plats sautés, mais aussi cru, en tranches très minces avec nam phrik ou avec certaines soupes de nouilles épicées. |
|       | Phak kat khiao         | ผักกาดเขียว      | Moutarde brune                                                 | Littéralement « chou vert », il existe de nombreuses variétés de moutarde plus ou moins piquantes. Les feuilles sont souvent consommées dans les soupes et les omelettes ou les plats sautés. Certaines variétés sont aussi consommées crues en salade, en accompagnement, en smoothies avec des fruits (pak kad soy), en pickle en saumure ou dans le vinaigre. |
|       | Pak kad soy            | ผักกาดส้อย       | Moutarde chinoise ou moutarde pissenlit                        | Le gout peut être franchement piquant avec des notes de wasabi. Les feuilles de pak kad soy sont consommées crues en salade, en accompagnement, en smoothies avec des fruits. |
|       | Phak khana             | ผักคะน้า         | Brocoli chinois ou kai-lan (Brassica oleracea var. alboglabra) | Aussi connu sous le nom de gai lohn, ou kale chinois. Les fleurs forment d'abord des têtes minuscules, puis s'allongent en portant des fleurs jaunes. Se consomme principalement sauté avec de la sauce d'huître ou de la taochiao (pâte de soja jaune, เต้าเจี้ยว). |
|       | Phak khayaeng          | ผักแขยง         | Limnophila aromatica ou ngo en vietnamien                      | Très aromatique, aux saveurs évoquant le cumin et les agrumes. Se consomme cru en salade, en accompagnement ou seul trempé dans nam phrik. Populaire en Isan. |
|       | Phak khom              | ผักขม           | Amaranthus spp.                                                | Utilisée dans les salades et les soupes comme tom chap chai et tom kha mu. L’amarante à feuilles rouges est connue sous le nom de phak khom bai daeng (thaï : ผักขมใบแดง). |
|       | Phak krachet           | ผักกระเฉด       | Neptunia oleracea ou mimosa d’eau                              | Consommé cru avec nam phrik ou en omelette. Populaire en Isan. |
|       | Phak krathin           | ผักกระถิน        | Leucaena leucocephala                                          | Les jeunes gousses et les haricots sont mangés crus trempés dans nam phrik. |
|       | Phak kwangtung         | ผักกวางตุ้ง       | Choy sum ou chou cantonais                                     | Littéralement « chou cantonais ». Choy sum (Brassica rapa var. Parachinensis ou Brassica chinensis var. Parachinensis) est un membre de la famille des Brassicacées (moutarde), aussi connu sous le nom de yao choy, choi yu ou sarsun (en Inde). Il a de longues tiges, des fleurs jaunes et des feuilles minces, un peu plus amères que le bok choy. On les déguste cuites à la vapeur, bouillies, en soupe, ou encore sautées. |
|       | Phak waen              | ผักแว่น          | Marsilea crenata                                               | C'est une plante aquatique qui ressemble à un trèfle à quatre feuilles. Les feuilles flottent, se dressent dans l'eau peu profonde ou sur un terrain ferme. Consommées crues avec nam phrik. Populaire en Isan. |
|       | Phak wan               | ผักหวาน         | Melientha suavis                                               | Utilisé dans les soupes, principalement la soupe acidulée de type kaeng. |
|       | Riang                  | เหรียง          | Parkia timoriana ou arbre à haricots                           | Les jeunes gousses sont comestibles. |
|       | Sato khao              | สะตอข้าว        | Haricots puants                                                | Les graines de la Parkia speciosa (à l'intérieur des gousses) sont généralement sautées et utilisées comme légume d'accompagnement. |
|       | Taengkwa               | แตงกวา         | concombre                                                      | Les concombres thaïlandais typiques sont de petite taille. Consommés crus avec nam phrik, en accompagnement, parfois décoratif (sculpture de légumes) ou comme ingrédient d'un som tam. |
|       | Talapat ruesi          | ตาลปัตรฤๅษี      | Limnocharis flava                                              | Sautée, dans des soupes, currys et les plats sautés. Populaire en Isan. Il est connu comme phak phai (thaï : ผักพาย), à ne pas confondre avec phak phai (thaï : ผักไผ่), les feuilles de Persicaria odorata, un autre type de feuilles comestibles. |
|       | Thua fak yao           | ถั่วฝักยาว        | Dolique asperge ou haricot kilomètre                           | Un haricot très polyvalent, utilisé dans les currys et les plats sautés, mais aussi servi cru en salade, dans som tam par exemple ou avec nam phrik. |
|       | Thua ngok              | ถั่วงอก          | Germe de soja ou plutôt de haricot mungo ou ambérique verte    | Il est souvent consommé dans les soupes et les plats sautés. Les Thaïlandais ont tendance à manger les germes de soja crus ou très peu cuits, par exemple dans le phat thai où il est soit parsemé cru sur le dessus du plat fini, soit ajouté dans le wok pour une cuisson de quelques secondes avant de servir. |
|       | Thua phu               | ถั่วพู            | Haricot ailé ou pois carré (Psophocarpus tetragonolobus)       | Souvent mangé cru avec nam phrik. |
|       | Thua rae               | ถั่วแระ          | Soja ou soya, pois chinois ou haricot oléagineux (Glycine max) | Les gousses sont bouillies et les graines sont consommées en apéritif avec du sel. |

## Tubercules et racines
| Image | Nom thaï                                            | Écriture thaïe | Nom français                                         | Description et utilisation |
| ----- | --------------------------------------------------- | -------------- | ---------------------------------------------------- | --- |
|       | Man gaeo ou man pao (littéralement « racine-coco ») | มันแกว          | Pachyrhizus erosus, jicama (Mexique), ou pois patate | Cette racine tubéreuse est surtout consommée crue avec du sucre, comme s'il s'agissait d'un fruit. Sa peau n'est pas comestible et ses graines sont extrêmement toxiques. La chair est juteuse, croquante et sucrée, avec un goût entre pomme, châtaigne et pomme de terre. Elle peut aussi être cuite comme une pomme de terre. |
|       | Man sampalang                                       | มันสำปะหลัง      | Manioc                                               | Un plat populaire à base de manioc traditionnel est chueam (thaï : เชื่อม), où les tubercules coupés en morceaux sont confits dans le sucre de palme. Les tubercules sont également utilisés pour la fabrication de fécule et de perles de tapioca utilisées dans les desserts et les boissons.                                    |
|       | Man thet                                            | มันเทศ          | Patate douce                                         | Man thet (qui signifie littéralement « tubercule étranger ») est populairement appelé aussi man daeng (thaï : มันแดง ; « tubercule rouge »). Les tubercules cuits sont consommés tels quels ou utilisés comme ingrédient pour les desserts comme khanom khai nok krata.                                                           |
|       | Pheuak                                              | เผือก           | Taro                                                 | Les tubercules bouillis sont les ingrédients d'une grande variété de desserts. Les chips de taro frites sont aussi très populaires comme apéritif. |
|       | Man farang                                          | มันเทศ          | Pomme de terre                                       | Man farang (qui signifie littéralement « tubercule européen ») est peu commune, même si on la trouve de plus en plus sous forme de frites. |
|       |                                                     |                |                                                      | |

## Fleurs et feuilles comestibles
| Image | Nom thaï                 | Écriture thaïe   | Nom français                                                                                    | Description et utilisation |
| ----- | ------------------------ | ---------------- | ----------------------------------------------------------------------------------------------- | --- |
|       | Bai bua bok              | ใบบัวบก           | Centella asiatica                                                                               | Appelée lotus de terre, on récolte l’ensemble de la plante des racines aux feuilles, tout est comestible. Centella asiatica est consommée dans de nombreux pays, elle possède de nombreuses propriétés médicinales traditionnelles, confirmées et encore explorées par la médecine moderne. Les feuilles douces, poivrées et acidulées se consomment crues en accompagnement. Mixées, les feuilles et les tiges aromatisent des jus de fruits. |
|       | Bai cha muang            | ใบชะมวง          | Garcinia cowa                                                                                   | Les jeunes feuilles de cha muang sont acidulées et consommées crues, en accompagnement. Elles sont aussi cuisinées en ragoût avec du porc par exemple (tom mu bai cha muang). Les feuilles contiennent de la chamuangone, antibactérien à large spectre efficace contre de nombreuses bactéries pathogènes gastro-intestinales. Les feuilles crues sont aussi mixées pour agrémenter des jus de fruits. |
|       | Bai makok                | ใบมะกอก          | Feuilles de mombin                                                                              | Bai makok est la feuille du Spondias mombin, de la famille des Anacardiaceae (l'anacardier fournit la noix de cajou). Les jeunes feuilles, amères et acidulées, sont parfois servies crues comme accompagnement, ou pour tremper dans des sauces pimentées. Le fruit (mombin aux Antilles), de la taille d'un citron, renferme une pulpe à la saveur agréable, légèrement acidulée et astringente, et à l'odeur suave très forte. Ce fruit à gros noyau peut être utilisé dans la confection de punch, jus, confitures, gelées ou sorbets. Il a une durée de conservation très courte et de ce fait, ne se trouve que rarement sur les marchés. |
|       | Cha-om                   | ชะอม             | Acacia pennata                                                                                  | Les jeunes feuilles duveteuses de l'Acacia pennata sont utilisées sautées ou frites, dans les omelettes, les soupes et les currys. Dans la cuisine du nord de la Thaïlande, elles sont également consommées crues, par exemple avec tam mamuang, une salade de mangue verte. Sur les feuilles cueillies sans discernement, et trop âgées, les épines sont désagréables voire dangereuses. |
|       | Chiknam ou kradon        | จิกน้ำ ou กระโดน   | Barringtonia acutangula                                                                         | Les pousses, les jeunes feuilles et les fleurs sont consommées crues avec nam phrik. Populaire en Isan. |
|       | Dala                     | ดาหลา            | Etlingera elatior ou rose de porcelaine                                                         | Les boutons floraux des roses de porcelaines hachés finement peuvent être sautés. |
|       | Dok anchan               | ดอกอัญชัน          | Clitoria ternatea                                                                               | Les fleurs peuvent être dégustées crues ou frites, mais elles sont principalement utilisées comme colorant alimentaire, pour boissons, riz ou desserts. À la cuisson, la couleur passe du violet profond au bleu ciel. |
|       | Dok khae                 | ดอกแค            | Sesbania grandiflora                                                                            | Les fleurs sont appelées ดอก แค (dok khae) et sont utilisées, dans la cuisine thaïlandaise, cuites à la vapeur ou dans un curry, comme kaeng som et kaeng khae, ou simplement crues avec nam phrik. |
|       | Dok salit ou dok kha jon | ดอกสลิด ou ดอกขจร | Telosma cordata                                                                                 | Les fleurs sont principalement consommées blanchies et trempées dans nam phrik ou sautées, phat dok salit. |
|       | Dok sano                 | ดอกโสน           | Sesbania bispinosa                                                                              | Les petites fleurs jaunes sont consommés sautées, en omelette ou en dessert, khanom dok sano. |
|       | Gah jiap                 | กระเจี๊ยบ          | Hibiscus sabdariffa, également appelé roselle, bissap en Afrique ou groseille-pays aux Antilles | On peut utiliser les feuilles de gah jiap bouillies ou sautées. On consomme surtout les décoctions de fleurs séchées, (ou fraiches en fin de saison des pluies, le gros de la récolte a lieu autour du mois de décembre). Une douzaine de fleurs fraiches pour deux litres d’eau donnent un jus à la saveur agréable, légèrement acidulée. On en fait des sirops, des boissons ou encore un colorant alimentaire. |
|       | Huapli                   | หัวปลี             | Fleur de banane                                                                                 | Les fleurs de banane peuvent être mangés crues, yam hua pli (salade épicée avec des fleurs de banane en tranches fines), ou à la vapeur, trempées dans nam phrik. Elles peuvent également figurer dans som tam, dans les soupes ou frites, comme dans thot man huapli. Le goût des fleurs à la vapeur est un peu similaire à celui des artichauts. |
|       | Lep khrut                | เล็บครุฑ           | Polyscias fruticosa                                                                             | Ces feuilles légèrement amères et acidulées peuvent être servies crues avec une trempette pimentée. Elles sont également utilisées comme un légume dans certains currys thaïlandais. |
|       | Phak liang               | ผักเหลียง          | Gnetum gnemon                                                                                   | Les fleurs et les feuilles sont souvent sautées et servies avec une omelette. Elles peuvent aussi servir de légumes dans certains currys de Thaïlande du Sud. |
|       | Phak lueat               | ผักเลือด           | Ficus virens                                                                                    | Les jeunes feuilles légèrement amères des Ficus virens sont utilisées blanchies dans certains currys thaïlandais du nord. |
|       | Phak tiu                 | ผักติ้ว             | Cratoxylum formosum                                                                             | Cet arbre figure dans de nombreux jardins de l’Isan et du Laos. On ramasse les jeunes feuilles comestibles, qui portent au Laos des noms différents selon qu’elles sont soit aigres (ສົ້ມ), lisses (ມ່ອນ) ou rouge sang (ເລືອດ). Ces jeunes feuilles, acidulées et légèrement astringentes, peuvent être consommée crues en accompagnement ou trempées dans une sauce comme nam phrik. On les trouve aussi dans certaines soupes isan avec des champignons. Les tailles des branches hors de portée de cueillette permettent faire du charbon de bois de bonne qualité.                                                                             |
|       | Pheka                    | เพกา             | Oroxylum indicum                                                                                | Les feuilles et les jeunes gousses sont consommées crues. Les grandes gousses mûres sont grillées et l'intérieur est gratté et mangé avec un lap. |
|       | Sadao                    | สะเดา            | Margousier                                                                                      | Les feuilles et les fleurs de margousier (Azadirachta indica) sont consommées blanchies, souvent avec nam phrik. |

## Champignons et algues comestibles
| Image | Nom thaï                                    | Écriture thaïe | Nom français                                                            | Description et utilisation |
| ----- | ------------------------------------------- | -------------- | ----------------------------------------------------------------------- | --- |
|       | Het fang                                    | เห็ดฟาง         | Volvariella volvacea, volvaire volvacée ou champignon de paille         | Les champignons de paille sont cultivés sur des lits de paille de riz et ramassés immatures, avant la rupture de la volve. Ils sont principalement consommés dans des soupes comme tom yam koong. |
|       | Het hawm                                    | เห็ดหอม         | Lentinula edodes, lentin du chêne, lentin comestible ou encore shiitaké | Champignon de culture sur bois mort. Il possède, en plus d'un parfum prononcé et agréable, des propriétés nutritives remarquables. Il se consomme dans des plats sautés ou mijotés, cru ou dans des soupes. |
|       | Het hawm haeng                              | เห็ดหอมแห้ง      | Lentinula edodes, shiitaké séché                                        | Les shiitakés séchés doivent être réhydratés pendant 30 minutes à une heure. Ils sont souvent coupés en julienne ou en mirepoix pour dissimuler la différence de texture avec les champignons frais. On peut utiliser le jus de réhydratation comme base de bouillon. |
|       | Het khon khao                               | เห็ดขอนขาว      | Lentinus squarrosulus                                                   | Champignon blanc de culture sur bois mort. Il se consomme sauté. Il est parfumé mais parfois un peu coriace, on peut éliminer les pieds et ne déguster que les chapeaux. |
|       | Het hu nu                                   | เห็ดหูหนู         | Auricularia polytricha                                                  | Auricularia polytricha est généralement vendu séché et doit être trempé avant utilisation. Bien que presque insipide, il est apprécié pour sa texture, légèrement croquante, et ses propriétés médicinales potentielles. Fait à noter, le léger croquant persiste malgré la plupart des procédés de cuisson. Il peut être sauté mais est plus souvent consommé dans des soupes. |
|       | Het hu nu khao                              | เห็ดหูหนูขาว      | Tremella fuciformis ou trémelle en fuseau                               | Champignon de culture sur bois mort. Blanc cassé et très transparent, il se consomme principalement dans des soupes. |
|       | Het hu nu si nam tam                        | เห็ดหูหนูสีนำ้ตาล   | Auricularia auricula-judae, oreille de Judas ou oreille du diable       | Utilisé cru et en salade (pour donner de la couleur) mais aussi et surtout dans les sauces auxquelles il donne une onctuosité particulière. Ce champignon est communément appelé champignon noir en gastronomie asiatique. |
|       | Het pluak tap                               | เห็ดปลวก        | Termitomyces fuliginosus R. Heim                                        | Ces champignons poussent sur les « peignes » qui sont les excréments des termites. Ils peuvent être utilisés crus, en salade, ou encore sautés. Le champignon est fragile et a une durée de conservation assez courte. Ils doivent être lavés dans plusieurs eaux, ce qui est déjà suffisant pour abimer les chapeaux. |
|       | Het mun                                     | เห็ดมูล          | Termitomyces                                                            | Ces champignons poussent sur les « peignes », comme précédemment. Ils peuvent être utilisés crus, en salade, ou encore sautés. |
|       | Het pluak gai noi                           | เห็ดปลวกไก่น้อย   | Termitomyces fuliginosus                                                | Une variété plus fine que het pluak tap (avec des chapeaux d’1 à 2 cm de diamètre). Ces champignons poussent sur les « peignes » aussi. Ils peuvent être utilisés crus, en salade, ou encore sautés. Le champignon est fragile et a une durée de conservation assez courte. Il doit être lavé dans plusieurs eaux, ce qui est déjà suffisant pour les abimer. |
|       | Het thua                                    | เห็ดถั่ว          | Coprinus fimentarius                                                    | |
|       | Het nang fah                                | เห็ดนางฟ้า       | Lentinus sajor-caju, jadis Pleurotus sajor-caju                         | Champignon gris de culture sur des déchets végétaux. On les consomme sautés. On peut les fendre pour donner une forme qui permet de les faire sauter sur deux faces ou les couper en julienne. Ils ont une chair savoureuse lorsqu'ils sont jeunes mais ils ont tendance à durcir en vieillissant. |
|       | Het bod                                     | เห็ดบก          | Lentinus polychrous                                                     | Peut se manger sauté, à la vapeur, ou en soupe. |
|       | Het nang lom                                | เห็ดนางรม       | Pleurote pulmonaire                                                     | Champignon de culture sur bois mort, d'une couleur blanc cassé. On les consomme sautés. On peut les fendre pour donner une forme qui permet de les faire sauter sur deux faces ou les couper en julienne. Ils ont une chair savoureuse lorsqu'ils sont jeunes mais ils ont tendance à durcir en vieillissant. |
|       | Het nang lom hangkari                       | เห็ดนางรมฮังการี  | Pleurotus ostreatus, pleurote en forme d'huître                         | Le goût n'est pas très prononcé et la chair est un peu flasque. On le retrouve plutôt dans les soupes. |
|       | Het eryngii                                 | เออรินจิ         | Pleurotus eryngii                                                       | Appelé également pleurote du panicaut, ou encore argouane, bérigoule, girboulot, le pleurote du panicaut est un excellent comestible, cultivé et disponible à grande échelle commerciale. |
|       | Het khem thong                              | เห็ดเข็มทอง      | Flammulina velutipes, enoki                                             | Champignon blanc de culture. Il est traditionnellement utilisé pour les soupes, mais peut aussi être utilisé cru, en salade, ou encore sauté. Le champignon a une texture croquante et se conserve au réfrigérateur pendant environ une semaine. |
|       | Het nam pheung                              | เห็ดน้ำผึ้ง        | Phlebopus portentosus                                                   | Sa saveur, ainsi que la difficulté pour le cultiver, en font un mets recherché et souvent cher. Des tentatives de culture ont été plus ou moins couronnées de succès au nord de la Thaïlande, au Xishuangbana, sud du Yunan, en Chine et sur l’île de la Réunion. |
|       | Het daeng ou het gohr                       | เห็ดก่อ เห็ดแดง   | Russula lepida, russule jolie                                           | |
|       | Het pho                                     | เห็ดเผาะ        | Astraeus asiaticus                                                      | Ce champignon sauvage de forme sphérique, à la peau noire et à la chair blanche, se trouve dans le nord et en Isan. Impossible à cultiver, il est relativement cher. Sa peau devient très coriace si on ne le consomme pas assez jeune. |
|       | Het talo (transparent), Calostoma lutescens | เห็ดตาโล่        | Calostoma lutescens                                                     | |
|       | Het khrao                                   | เห็ดเครา        | Hericium erinaceus ou barbe de satyre                                   | La barbe de satyre (appelée aussi hydne hérisson) est un comestible de choix savoureux lorsqu'il est jeune. Les champignons sautés sont souvent comparés aux fruits de mer, tant pour la texture que pour le gout. Il apparaît souvent dans la cuisine végétarienne chinoise pour remplacer la viande de porc ou d'agneau. Ce champignon est cultivé commercialement sur des rondins ou de la sciure stérilisée. Il est disponible frais ou séché dans les épiceries asiatiques. |
|       | Het shimeji                                 | เห็ดชิเมจิ        | Shimeji                                                                 | Cultivés de manière intense, les shimeji sont riches en composants du goût umami, tels que la guanosine monophosphate, l'acide glutamique, et l'acide aspartique Les shimeji doivent être cuits, pour être débarrassés de leur amertume et faciliter leur digestion. Le champignon cuit a une texture ferme, légèrement croquante et un goût de noisette. Il est souvent consommé avec des aliments frits, y compris du gibier et des fruits de mer. Il est utilisé dans les soupes, les ragoûts et les sauces. Lorsqu'ils sont préparés seuls, les champignons shimeji peuvent être sautés entiers, y compris le pied, en utilisant une température plus élevée ; ou ils peuvent être torréfiés lentement à basse température, avec une petite quantité de beurre ou d’huile de cuisson. Les shimeji sont aussi utilisés dans les soupes. |
|       | Het buna shimeji                            | เห็ดบูนาชิเมจิ     | Hypsizygus tessellatus (buna shimeji ブナシメジ)                        | La culture du buna shimeji a été brevetée par Takara Shuzo Co., Ltd. en 1972, en tant que hon-shimeji, et la production industrielle de ce champignon a commencé en 1973 au Japon. De nos jours, plusieurs sous-espèces sont cultivées et vendues fraîches sur les marchés. |
|       | Het bunapi shimeji                          |                | Bunapi shimeji (bunapi shimeji ブナピー)                                | Bunapi a été sélectionné à partir de buna shimeji irradié aux UV ('Hokuto no 8' x 'hokuto # 12') et la race a été enregistrée comme "hokuto shiro # 1" par Hokuto Corporation. |
|       | Maitake                                     |                | Maitake ou Grifola frondosa (マイタケ)                                  | Aussi appelé polypore en touffes ou poule des bois. Blanc ou brun, il ressemble à un corail. La chair est blanche et un peu fibreuse. Sa rareté à l’état sauvage et la production complexe qu’il nécessite font de ce champignon un mets délicat et recherché. |

## Fruits et noix
| Image | Nom thaï | Écriture thaïe | Nom français | Description et utilisation |
| ----- | -------- | -------------- | ------------ | -------------------------- |
|       |          |                |              |                            |

## Sélection de riz, nouilles et autres féculents
| Image | Nom thaï             | Écriture thaïe | Nom français                                                        | Description et utilisation |
| ----- | -------------------- | -------------- | ------------------------------------------------------------------- | --- |
|       | Khao                 | ข้าว            | Riz                                                                 | L'aliment de base ultime pour les Thaïlandais, si bien qu'il peut aussi signifier « nourriture » en général, comme dans kin khao : « manger (kin) du riz » signifie la même chose que « manger de la nourriture ». |
|       | Khao hawm mali       | ข้าวหอมมะลิ      | Riz au jasmin ou riz thaï parfumé                                   | Cette variété de riz à long grain, avec son arôme de noisette et une subtile note de pandan, est originaire de Thaïlande et constitue maintenant l'essentiel de la production de riz en Thaïlande. |
|       | Khao niao            | ข้าวเหนียว       | Riz gluant                                                          | Le principal type de riz consommé traditionnellement dans le nord-est et le nord de la Thaïlande. Il est souvent servi dans un récipient en bambou spécial, appelé kratip khao. |
|       | Khao niao dam        | ข้าวเหนียวดำ     | Riz gluant noir                                                     | Le riz gluant noir possède un goût de noisette, il peut être mélangé avec du riz blanc cuit à la vapeur et mangé avec des plats salés ou sucrés, servis avec du lait de noix de coco. |
|       | Khao glam            | ข้าวเหนียว       | Riz gluant pourpre                                                  | |
|       | Khao ton reu-doo     | ข้าวต้นฤดู        | Riz nouveau                                                         | Riz de début de saison |
|       | Khao nah prang       | ข้าวนาปัรัง       | Riz hors saison                                                     | |
|       | Khao rai             | ข้าวไร่          | Riz de montagne                                                     | |
|       | Glah                 | กล้า            | Germes de riz                                                       | |
|       | Khao glorng          | ข้าวกล้อง        | Riz brun ou riz cargo                                               | Le riz cargo, appelé aussi riz complet, est un riz décortiqué, c'est-à-dire que le riz brut (paddy) a été débarrassé de ses balles, les enveloppes extérieures non comestibles ; le son et le germe sont toujours présents. Il est constitué par le grain entier qui a conservé une pellicule brunâtre. Il est plus dur à mastiquer que le riz blanc et rancit plus rapidement, mais est plus digeste et a plus de valeur nutritive. En Amérique du Nord et en Europe, il est souvent associé à l'alimentation santé, mais en Asie, il est associé à la pauvreté et aux temps de guerre. |
|       | Khao khua            | ข้าวคั่ว          | Riz gluant torréfié et concassé                                     | Khao khua est croustillant et possède un léger gout de caramélisation et de fumé si on effectue une torréfaction à petit feu, mais suffisamment longue. On peut l’aromatiser en ajoutant des feuilles de kaffir, de la citronnelle hachée, ou des épices sèches pendant la cuisson. Après avoir été pilée dans un mortier (sans aller jusqu'à de la farine), cette préparation est ajoutée à des plats pour donner du croquant, ou pour en absorber le jus. On l’utilise par exemple pour les lap (ลาบ) (en photo : lap mu isan, lap au porc). Il est à la base, en Isan, de la confection traditionnelle du sato, ou vin de riz. On y trempe des fruits acidulés en apéritif (mangue verte, tamarin…). |
|       | Khao phat (pad)      | ข้าวผัด          | Riz sauté                                                           | Chaque maison a sa recette, on peut assaisonner ce riz avec de l’huile de sésame, de la sauce d'huitre, de la sauce soja ou du nuoc mam (pla ra, en isan) ou de la pâte de crevettes (kapi), quelques légumes finement émincés pour donner croquant, couleur et saveur, de l’ananas, quelques herbes aromatiques. |
|       | Khao plao            | ข้าวเปล่า        | Riz cuit à la vapeur                                                | |
|       | Khao lam             | ข้าวหลาม        | Riz gluant cuit avec du lait de noix de coco dans un tube de bambou | |
|       | Kuai tiao            | ก๋วยเตี๋ยว        | Nouilles de riz                                                     | Kuai tiao est le mot thaï générique pour les nouilles de riz. Le nom vient du dialecte chinois teochew, dans lequel le mot kuai tiao signifie littéralement « bandes de gâteaux ». En chinois, il ne désigne que la variété de nouilles larges qui, en thaï, est appelée kuai tiao sen yai. |
|       | Bpaeng khao chao     | แป้งข้าวเจ้า      | Farine de riz                                                       | Utilisée principalement dans les desserts et comme agent épaississant. |
|       | Bpaeng khao niao     | แป้งข้าวเหนียว    | Farine de riz gluant                                                | La farine de riz gluant sert de base à toutes sortes de préparations culinaires, comme pour les pâtes sous des formes diverses, les crêpes, les galettes et les gâteaux salés ou sucrés. |
|       | Bpaeng man sampalang | แป้งมันสำปะหลัง   | Farine de manioc                                                    | Utilisée principalement dans les desserts et comme agent épaississant. |
|       | Bpaeng khao pod      | แป้งข้าวโพด      | Farine de maïs                                                      | |
|       | Bpaeng sali          | แป้งสาลี         | Farine de blé                                                       | |
|       | Bami                 | บะหมี่           | Nouilles aux œufs                                                   | Similaire aux nouilles chinoises, mee pok et lamian, peu courantes en Thaïlande jusqu'à ces dernières années (le blé devait être importé). On les cuisine sautées, frites (krop mi) et dans les soupes de nouilles. |
|       | Khanom chin          | ขนมจีน          | Vermicelles de riz                                                  | Les vermicelles de riz frais sont fabriqués à partir de riz fermenté, utilisés dans certaines soupes et currys épicés, mais aussi populaire dans les som tam et autres salades thaïlandaises. Khanom chin trouve son origine chez les Môns (มอญ), un groupe ethnique vivant en Birmanie. |
|       | Sen lek              | เส้นเล็ก         | Nouilles de riz pad thai                                            | Nouilles de riz plates plus étroites que les nouilles pour le kuai tiao. Utilisées dans des plats tels que pad thai et dans les soupes. Leur nom complet est kuai tiao sen lek. |
|       | Sen mi               | เส้นหมี่          | Vermicelles de riz                                                  | Similaire aux vermicelles de riz chinois. Utilisés dans les soupes. Leur nom complet est kuai tiao sen mi. |
|       | Sen yai              | เส้นใหญ่         | Nouilles de riz plates                                              | Ces larges nouilles de riz plates, semblables aux shahe fen chinoises, sont utilisées dans des plats tels que kuai tiao phat si-io et dans les soupes. Le nom complet est kuai tiao sen yai. |
|       | Wunsen               | วุ้นเส้น          | Vermicelles de haricot mungo                                        | Vermicelles de fécule de haricot mungo, extrêmement minces et transparents lorsqu'ils sont cuits (ils cuisent très rapidement). Ils sont utilisés dans les salades et les soupes, ou encore sautés. |

## Viandes, volailles, reptiles, gibier
| Image | Nom thaï              | Écriture thaïe | Nom français                                       | Description et utilisation |
| ----- | --------------------- | -------------- | -------------------------------------------------- | --- |
|       | Kob na India          | กบนาอินเดีย      | Ouaouaron ou grenouille-taureau d'Amérique du Nord | En Thaïlande, on utilise la quasi-totalité de la grenouille, et pas seulement les cuisses. La chair de grenouille est utilisée dans les sautés, les currys, grillée au barbecue ou séchée et frite pour les grenouilles plus petites. Les deux espèces principales élevées commercialement sont : Hoplobatrachus tigerinus, le ouaouaron indien, Lithobates catesbeianus ou Rana catesbeiana ou ouaouaron ou grenouille-taureau d'Amérique du Nord («bullfrog»).                                                                                                  |
|       | Nang kob              | หนังกบ          | Peau de crapaud ouaouaron                          | Après les avoir salées, on fait sécher les peaux de ouaouaron. On peut ainsi les conserver pendant des mois. On les fait frire juste avant de les consommer. |
|       |                       |                | Grenouilles fermentées, façon pla ra               | Sud de l'Isan, façon pla ra, après 6 mois de fermentation, les grenouilles sont frites. |
|       | Khiat                 | เขียด           | Petite grenouille séchée frite                     | Après avoir éviscéré et salé les petites grenouilles, on les fait sécher. on peut ainsi les conserver pendant des mois. |
|       | Khiat tak haeng       | เขียดแห้ง        |                                                    | On fait frire les petites grenouilles séchées juste avant de les consommer. Leur gout est subtil, le croustillant agrémente souvent le riz. |
|       | Luk od                | ลูกอ๊อด          | Têtards                                            | Après avoir éviscéré les têtards, on peut les faire sauter, les servir dans une omelette, ou cuits à la vapeur avec du riz gluant dans une feuille de bananier. |
|       | Eung pak khuat        | อึ่งปากขวด       | Grenouille ballon                                  | Traditionnellement considérée comme un mets très délicat, elle est mangée entière. |
|       | Ging ga               | กิ้งก่า           | Lézards                                            | Pas ou peu de circuit commercial, on en trouve parfois sur les marchés paysans au gré des captures. |
|       | Ngu                   | งู              | Serpent                                            | Pas ou peu de circuit commercial, de rares élevages qui se développent pour l’exportation vers le Viêt Nam et la Chine. On en trouve parfois sur les marchés paysans au gré des captures. La chair a une saveur peu prononcée et les très nombreuses et minuscules vertèbres des petits serpents (moins de 2 mètres de long) défient la patience des gourmets. |
|       | Djorakey              | จระเข้          | Crocodile                                          | Les crocodiles sont élevés principalement pour leur peau. La chair possède une texture entre celle du poulet et celle du lapin, un goût généralement peu prononcé qui dépend de l’alimentation de l’animal. Faute d’une marinade inadéquate ou d’une cuisson mal maîtrisée, la chair peut être un peu sèche et coriace. Elle peut être dégustée en soupe, en fondue, au barbecue ou encore sautée. Elle est parfois hachée et mélangée avec du porc par exemple, pour conserver du moelleux après cuisson.                                                        |
|       | Kai djorakey          | ไข่จระเข้        | Œufs de Crocodile                                  | Consommés en omelette. |
|       | Ma                    | หมา            | Chien                                              | Cuisinée en soupe, en lap, en saucisse fumée, avec un gout de gibier qui peut rappeler le cerf. L’huile de chien est un onguent populaire pour ses propriétés cicatrisantes en cas de blessure ou de brulure. L'idée de manger du chien fait horreur à la plupart des Thaïlandais et la promotion de la cuisine canine n'est pas une priorités des autorités du tourisme de Thaïlande. On n’en trouve pas facilement, même à proximité des lieux d’élevage, la production est exportée en Chine et au Viêt Nam.                                                   |
|       | Dtao                  | เต่า            | Tortue                                             | Préparées en soupes ou en curry. |
|       | Nu                    | หนู             | Rat                                                | On trouve plutôt des rats déjà préparés (grillés), la chair est très parfumée et le devient encore plus si on ne prépare pas l’animal très rapidement. |
|       | Kai fa lang khao      | ไก่ฟ้าหลังขาว     | Faisan argenté                                     | On trouve des Faisans argentés sur les marchés paysans du nord et de l’Isan. Les mâles ont un plumage chatoyant noir et blanc argenté, alors que les femelles sont brunes, à la manière d'un camouflage, et difficile à discerner dans les arbres. |
|       | Men yay paeng kho yao | เม่นใหญ่แผงคอยาว | Porc-épic de Malaisie                              | Le porc-épic de Malaisie (Hystrix brachyura) est un porc-épic de la famille des Hystricidae. Très prisé au Viêt Nam, il fait l’objet d’élevage, et est chassé pour exportation au Laos, au Cambodge et en Thaïlande, au point d’être considéré comme espèce vulnérable (VU) par l'Union internationale pour la conservation de la nature (UICN). |
|       | Mi koh                | หมีขอ           | Binturong ou chat-ours                             | Mammifère végétarien arboricole classé comme espèce vulnérable (VU) par l'Union internationale pour la conservation de la nature (UICN). Il se laisse apprivoiser par l'homme et devient très affectueux envers ses maîtres. De moins en moins consommé en Thaïlande, l'espèce prolifère en captivité. |
|       | Khang ha si           | ค่างห้าสี         | Douc                                               | Les doucs (Pygathrix nemaeus) sont des singes menacés par le braconnage et par la destruction de leur habitat naturel. L’espèce est classée en danger (EN) par l'Union internationale pour la conservation de la nature (UICN). Il se laisse apprivoiser par l'homme et devient très affectueux envers ses maîtres. De moins en moins consommé en Thaïlande, l'espèce prolifère en captivité comme animal domestique. |
|       | Ling khang            | ลิงกัง           | Macaque                                            | Les macaques (Macaca leonina et Macaca nemestrina) sont des singes menacés par le braconnage et par la destruction de leur habitat naturel. L’espèce est classée en vulnérable (VU) par l'Union internationale pour la conservation de la nature (UICN). Il se laisse apprivoiser par l'homme et est parfois utilisé pour des taches agricoles (ramassage des noix de coco). |
|       | Ahndab lin            | ค่างห้าสี         | Pangolin                                           | Les pangolins figurent sur la liste des espèces menacées d'extinction de l'annexe II de la CITES (Convention on International Trade in Endangered Species of Wild Fauna and Flora, i.e. Convention sur le commerce international des espèces de faune et de flore sauvages menacées d'extinction, dite de Washington). Le pangolin, quasiment impossible à élever en captivité, est au bord de l'extinction à force d'être chassé et importé en Chine pour ses écailles ou sa chair, ce qui menace indirectement la survie de tous les autres pangolins du monde. |
|       | Hia                   | เหี้ย            | Varan                                              | La peau tannée est très prisée en maroquinerie, la viande et les autres utilisations ne sont qu’accessoires. La langue et le foie sont réputés aphrodisiaques. La graisse est fondue pour en faire une huile cicatrisante. |
|       | Mu pha                | เหี้ย            | Sanglier                                           | Le sanglier étant victime de chasse intensive, il en reste peu en Thaïlande. Le faible prix de la viande de porc d’élevage et sa réputation de viande à risque (parasites) expliquent aussi sa rareté sur les marchés. Dans leurs derniers sanctuaires naturels, ils restent une source de nourriture majeure pour les grands félins (tigres et léopards). |
|       | Geng tsin             | เก้งจีน          | Muntjac de Reeves                                  | Littéralement « cerf de Chine », vivant dans les forêts humides, gibier occasionnellement trouvé sur les marchés paysans du nord et de l'Isan. Ce muntjac est endémique de Taïwan, mais a été introduit en Chine et en Asie de l'Est. |
|       | Kwang pha             | กวางป่า         | Sambar ou Rusa unicolor                            | C’est le plus grand cervidé présent en Asie du Sud-Est. Il est classé comme espèce vulnérable (VU) par l'Union internationale pour la conservation de la nature (UICN). |
|       | Ling pha              | กวางป่า         | Saros ou Capricornis                               | Proche du chamois, vivant dans les montagnes, victime des menaces sur son habitat et chassé pour ses cornes, Il est classé comme espèce vulnérable (VU) par l'Union internationale pour la conservation de la nature (UICN). |
|       | Kratchong             | เลียงผา         | Chevrotain ou Tragulus napu                        | Présent dans le sud de la Thaïlande, pesant entre 5 et 8 kg, il fait partie des plus petits cervidés connus. On le trouve dans les marécages et les mangroves. Il est une source de nourriture annexe pour les populations locales. |
|       | Kratchong lek         | กระจงเล็ก       | Kantjil ou chevrotain malais                       | Souvent comparé à un lapin ou à un petit rongeur, capable de s'adapter à de nombreux environnements différents, il est courant quoique convoité par de nombreux prédateurs (félins, chiens sauvages…). Mesurant 20 cm au garrot pour 2 kg à l’âge adulte, c’est la plus petite espèce d’ongulé au monde. Il est le héros de nombreuses légendes en Asie du Sud-Est, représenté comme un être malicieux, prudent et rusé, qui berne de nombreux animaux plus puissants.                                                                                            |
|       | Gra dtae nga          | กระแตเหนือ      | Tupaia belangeri                                   | Une des nombreuses espèces d’écureuils qu’on peut trouver sur les marchés paysans de Thaïlande. |
|       | Gra rawk souwan       | กระรอกสวน      | Écureuil de Pallas ou écureuil à ventre rouge      | Une des nombreuses espèces d’écureuils qu’on peut trouver sur les marchés paysans de Thaïlande. |

## Poissons et fruits de mer
| Image | Nom thaï | Écriture thaïe | Nom français | Description et utilisation |
| ----- | -------- | -------------- | ------------ | -------------------------- |

## Insectes
| Image | Nom thaï                              | Écriture thaïe              | Nom français                                             | Description et utilisation |
| ----- | ------------------------------------- | --------------------------- | -------------------------------------------------------- | --- |
|       | Maeng sa ding                         | แมงสะดิ้ง                     | Grillon (Acheta domesticus)                              | Les grillons utilisés en Thaïlande peuvent être soit des espèces indigènes, Gryllus bimaculatus, Telegryllus occipitalis et Teleogryllus testaceus ou, comme le montre l'image, l'Acheta domesticus (แมงสะดิ้ง), introduit pour l’élevage ; c'est un spécimen prolifique, omnivore et qui peut être aisément nourri. Bien que les quatre espèces fassent l’objet d’élevages commerciaux, Acheta domesticus est le plus populaire en raison de son goût et de sa texture. Les grillons sont les plus couramment consommés frits en apéritif. |
|       | Tjingreed ou ching rit                | จิ้งหรีด                       | Grillon (Gryllus bimaculatus)                            | Gryllus bimaculatus (จิ้งหรีด) est réputé pour son gout puissant que certains comparent au roquefort. |
|       | Mot daeng                             | มดแดง                       | Fourmis rouges tisserandes (Oecophylla smaragdina)       | En plus d'être utilisées comme agent de lutte biologique pour augmenter la production des plantes, les fourmis tisserandes peuvent être utilisées directement comme source de nourriture (riche en protéines et en acides gras). En Thaïlande, la fourmi tisserande est même valorisée économiquement : le prix des larves est deux fois le prix du bœuf de bonne qualité. La récolte de fourmis tisserandes peut être maintenue tout en utilisant les fourmis pour la lutte biologique contre les insectes nuisibles dans les plantations fruitières. Les fourmis tisserandes convertissent les insectes ravageurs forestiers en une source de nourriture.    |
|       | Kai mot daeng                         | ไข่มดแดง                     | Œufs et larves de fourmis rouges (Oecophylla smaragdina) | Les œufs et les larves de la fourmi rouge peuvent être utilisés dans les salades, les soupes, les currys et les omelettes. Le goût est crémeux et légèrement citronné. On les trouve triés séparément, ou avec des fourmis au stade d’insecte ; dans ce dernier cas, le gout acidulé dû à l’acide formique ressortira dans la préparation. |
|       | Maeng da, malaeng da ou malaeng da na | แมลงดา ou แมลงดานา ou แมงดา | Lethocerus indicus ou ca cuong                           | En Isan, il est consommé frit avec des feuilles de combava et de l'ail comme apéritif ; le gout de la chair de leur muscles alaires se situe entre les crevettes et les noix de Saint-Jacques. Les léthocères géants males possèdent deux glandes blanches (les vésica) de 2 à 3 cm de long, 2 à 3 mm de largeur ; à l'intérieur se trouve une phéromone, substance aromatique liquide, l'essence de ca cuong. On compare le goût très fort de cette essence à un gorgonzola très mûr ; elle est utilisée pour parfumer la sauce pimentée nam phrik maengda. Très prisée et chère, elle est la cause de la raréfaction de cette espèce dans certaines régions. |
|       | Maeng kaeng                           | แมงเเคง                     | Tessaratoma papillosa ou punaise des litchis             | Insectes ravageurs pour l'agriculture, ces punaises s’attrapent avec un filet en secouant les arbres infestés. Elles se défendent des prédateurs avec des jets d’un liquide caustique (allomones) jusqu'à une distance de 30 cm. Les maeng kaeng brulent la peau humaine et peuvent même causer une cécité temporaire si les yeux sont atteints. Pour les déguster, il faut les rincer puis les faire sauter. On prépare aussi une pâte pour tremper des boulettes de riz gluant en les pilant au mortier avec des aromates. |
|       | Non mai phai                          | หนอนไม้ไผ่                    | Vers de bambou                                           | Connus sous le nom de « vers de bambou » en Thaïlande, ces vers vivent à l'intérieur de certains bambous dans le nord de la Thaïlande. Ils sont le plus souvent consommés frits. En raison de leur apparence, ils sont souvent aussi appelés rot duan, ce qui signifie « train express ». |
|       | Non mai                               | หนอนไหม                     | Vers à soie (bombyx du mûrier)                           | On consomme les pupes de ver à soie (chenille du bombyx du mûrier ou bombyx mori), que l’on récupère après avoir fait bouillir le cocon et déroulé la soie l’entourant. On les déguste telles quelles, juste bouillies et salées, ou frites et assaisonnées. |
|       | Maeng tuk ka tan                      | ตั๊กแตน                       | Criquets                                                 | Ils sont le plus souvent consommés frits. |
|       |                                       |                             | Araignée (Nephila pilipes)                               | La femelle, de couleur noire et jaune, mesure jusqu’à 20 cm (avec un corps de 30 à 50 mm), c'est l'une des plus grandes araignées au monde. Elles sont consommées crues ou rôties. |
|       | Beung                                 | บึ้ง                          | Mygale (Melopoeus albostriatus)                          | Ces mygales sont frites après avoir enlevé les chélicères (crochets inoculateurs de venin) et les poils urticants. |
|       | Maeng djakadjan                       | จักจั่นแมลง                    | Cigale (Dundubia intemerata)                             | Les insectes sont consommés bouillis ou en friture. Les œufs sont très recherchés en Isan, la saison dure quelques jours par an en avril. |
|       | Kai djakadjan                         |                             | Œufs de cigale (Dundubia intemerata)                     | Les œufs sont très recherchés en Isan, la saison dure quelques jours par an en avril. |

## divers
| Image | Nom thaï | Écriture thaïe | Nom français | Description et utilisation |
| ----- | -------- | -------------- | ------------ | -------------------------- |
|       |          |                |              |                            |